# Javier Manjarín
Javier Manjarín Pereda (Gijón, 1969. december 31. –) spanyol válogatott labdarúgó.

## Pályafutása

### Klubcsapatban
Pályafutását szülővárosában a Sporting Gijón csapatában kezdte. Az 1989–90-es szezonban mutatkozott be a felnőtt csapatban. Négy szezon alatt 115 mérkőzésen lépett pályára és 16 alkalommal volt eredményes. 1993-ban a Deportivo La Coruña igazolta le, ahol hat idényen keresztül játszott. 1995-ben spanyol kupát és spanyol szuperkupát nyert. 1999 és 2001 a Racing Santander játékosa volt. Ezt követően Mexikóba, az Atlético Celayaba igazolt. Egy szezon után váltott és a következő csapata a Santos Laguna volt. 2005-ben vonult vissza a spanyol regionális bajnokságban szereplő Atlético Arteixo játékosaként.
A spanyol első osztályban 13 évet játszott. 329 mérkőzés és 38 gól fűződik a nevéhez.

### A válogatottban
1991 és 1992 között 4 alkalommal lépett pályára a spanyol U23-as válogatottban. Tagja volt az 1992. évi nyári olimpiai játékokon aranyérmet szerző válogatott keretének. 1995 és 1997 között 13 alkalommal szerepelt a spanyol válogatottban és 2 gólt szerzett. Részt vett az 1996-os Európa-bajnokságon. A Románia elleni csoportmérkőzésen gólt lőtt.

## Sikerei, díjai
Deportivo La Coruña
- Spanyol kupa (1): 1994–95
- Spanyol szuperkupa (1): 1995

Spanyolország U23
- Olimpiai bajnok (1): 1992

## Külső hivatkozások
- Javier Manjarín – a FIFA adatbázisában
- Javier Manjarín adatlapja a National-Football-Teams.com oldalon (angolul)

- Javier Manjarín (angol nyelven). eu-football.info
- Javier Manjarín (angol nyelven). BDFutbol.com
- Deportivo archivum (angol nyelven). deportivo-la-coruna.com. [2016. március 4-i dátummal az eredetiből archiválva]. (Hozzáférés: 2018. február 21.)
- Liga MX adatbank (spanyol nyelven). mediotiempo.com. [2018. február 22-i dátummal az eredetiből archiválva]. (Hozzáférés: 2018. február 21.)